# Người Dao
Người Dao (ngoài ra còn có các tên gọi khác: Dìu Miền, Miền, các phân hệ như: Lù Gang, Làn Tẻn, Đại Bản, Tiểu Bản, Cốc Ngáng, Cốc Mùn, Sơn Đầu v.v) là một dân tộc có địa bàn cư trú truyền thống là phía nam Trung Quốc và lân cận ở bắc phần tiểu vùng Đông Nam Á.
Tại Trung Quốc người Dao là một trong số 56 dân tộc thiểu số ở được công nhận, (tiếng Hán: 瑶族, Pinyin: Yáo zú, nghĩa là Dao tộc) với dân số là 2.796.003 người. Người Dao cũng là một dân tộc thiểu số ở Lào, Myanmar, Thái Lan.
Người Dao là một trong số 54 dân tộc tại Việt Nam, với số dân là 891.151 người năm 2019 . Ở Việt Nam, người Dao tuy có dân số không đông nhưng các bản làng của họ trải rộng tại các miền rừng núi phía Bắc (Cao Bằng, Hà Giang, Lào Cai, Yên Bái, Lai Châu, Tuyên Quang,...) đến một số tỉnh trung du như: Phú Thọ, Vĩnh Phúc, Hòa Bình, Hà Nội và miền biển Quảng Ninh (người Dao Thanh Y) .
Ngoài ra, người Dao còn chia ra thành nhiều nhóm khác nhau, với những nét riêng về phong tục tập quán mà biểu hiện rõ rệt nhất là trên trang phục của họ như: Dao Đỏ, Dao Quần Chẹt, Dao Thanh Y, Dao Áo dài, Dao Quần Trắng,... Mặc dù, họ có nhiều nhóm người khác nhau.

## Phân bố

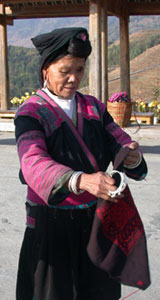
Một phụ nữ người Dao ở Vân Nam

### Tại Trung Quốc
Người Dao tại Trung Quốc có hàng trăm nhóm, tiêu biểu như:
- Lam Điện Dao (Dao Làn Tẻn, Dao Chàm): Phân bố tại Vân Nam, Quảng Tây. Nhóm này cũng được coi là có mặt tại Việt Nam, Lào. Y phục của họ thường được nhuộm chàm.
- Hồng Dao (Dao Đỏ): Chủ yếu cư trú tại huyện Long Thắng. Quần áo của họ thường là màu đỏ.
- Bàn Dao: Chủ yếu cư trú tại Quế Bình (Quảng Tây). Thờ phụng Bàn Hồ. "Tết Bàn vương" là lễ hội quan trọng nhất.
- Sơn Tử Dao: sinh sống rải rác tại Quý Châu, Vân Nam.
- Đính Bản Dao: sinh sống tại Vĩnh Châu, Hồ Nam.
- Quá Sơn Dao: Cư trú tại huyện Tân Ninh (Thiệu Dương, Hồ Nam).
- Bạch Khố Dao (Dao Quần trắng): Chủ yếu cư trú tại Quảng Tây hà trì nam đan. Họ mặc quần màu trắng, vì thế mà có tên gọi này.
- Bát Bài Dao: Chủ yếu cư trú tại huyện tự trị người Dao Liên Nam (Thanh Viễn, Quảng Đông).
- Bình Địa Dao (Dao đồng bằng): Chủ yếu tại huyện Giang Vĩnh, Hồ Nam
- Ao Dao, Hoa Lam, Trà Sơn Dao: Cư trú tại huyện tự trị Dao Kim Tú
- Bối Lâu Dao: Chủ yếu cư trú tại Lăng Vân (Bách Sắc, Quảng Tây).

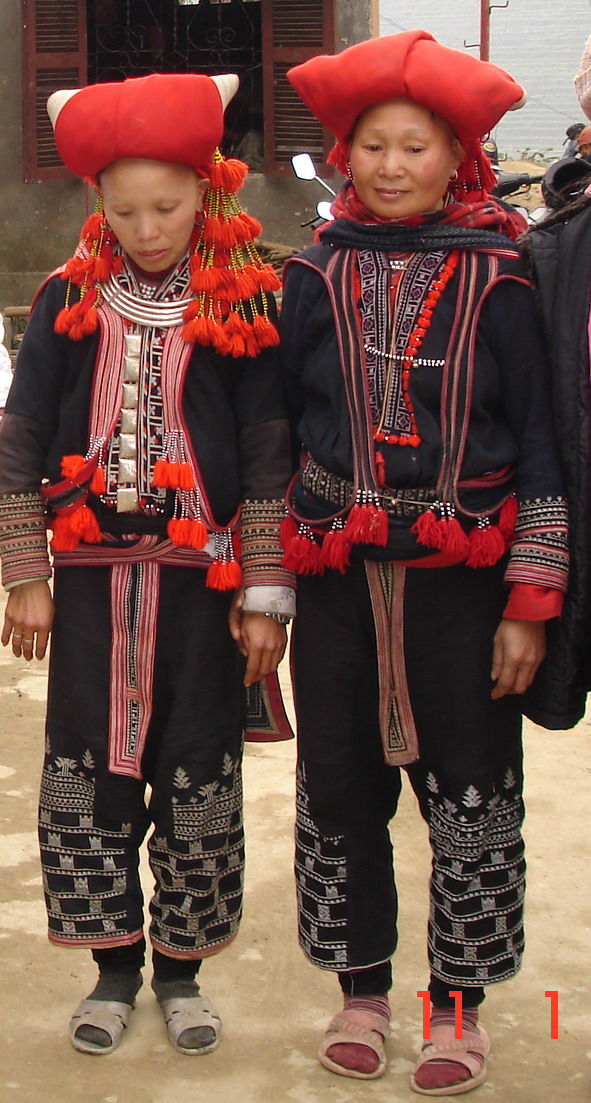
Hai phụ nữ người Dao Đỏ ở Sapa

## Hình ảnh

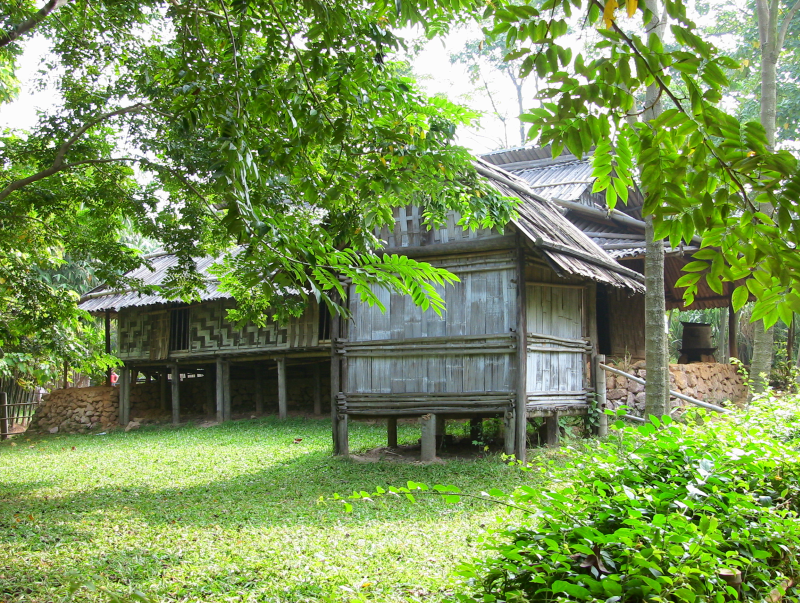
Mặt sau nhà nửa sàn nửa trệt của người Dao - Phục dựng tại Bảo tàng Dân tộc học Việt Nam.
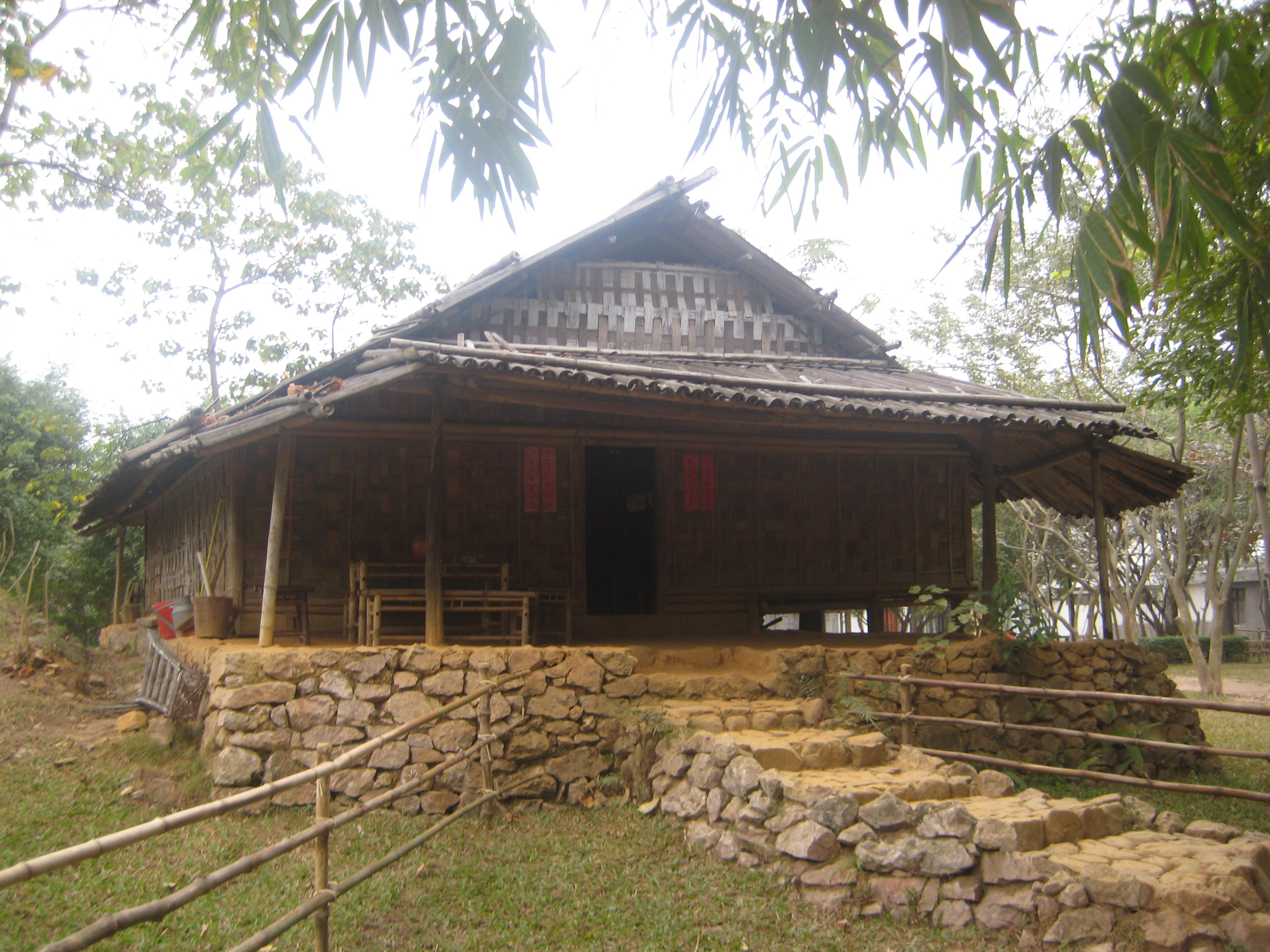
Mặt bên nhà nửa sản nửa trệt của người Dao - Phục dựng tại Bảo tàng Dân tộc học Việt Nam.
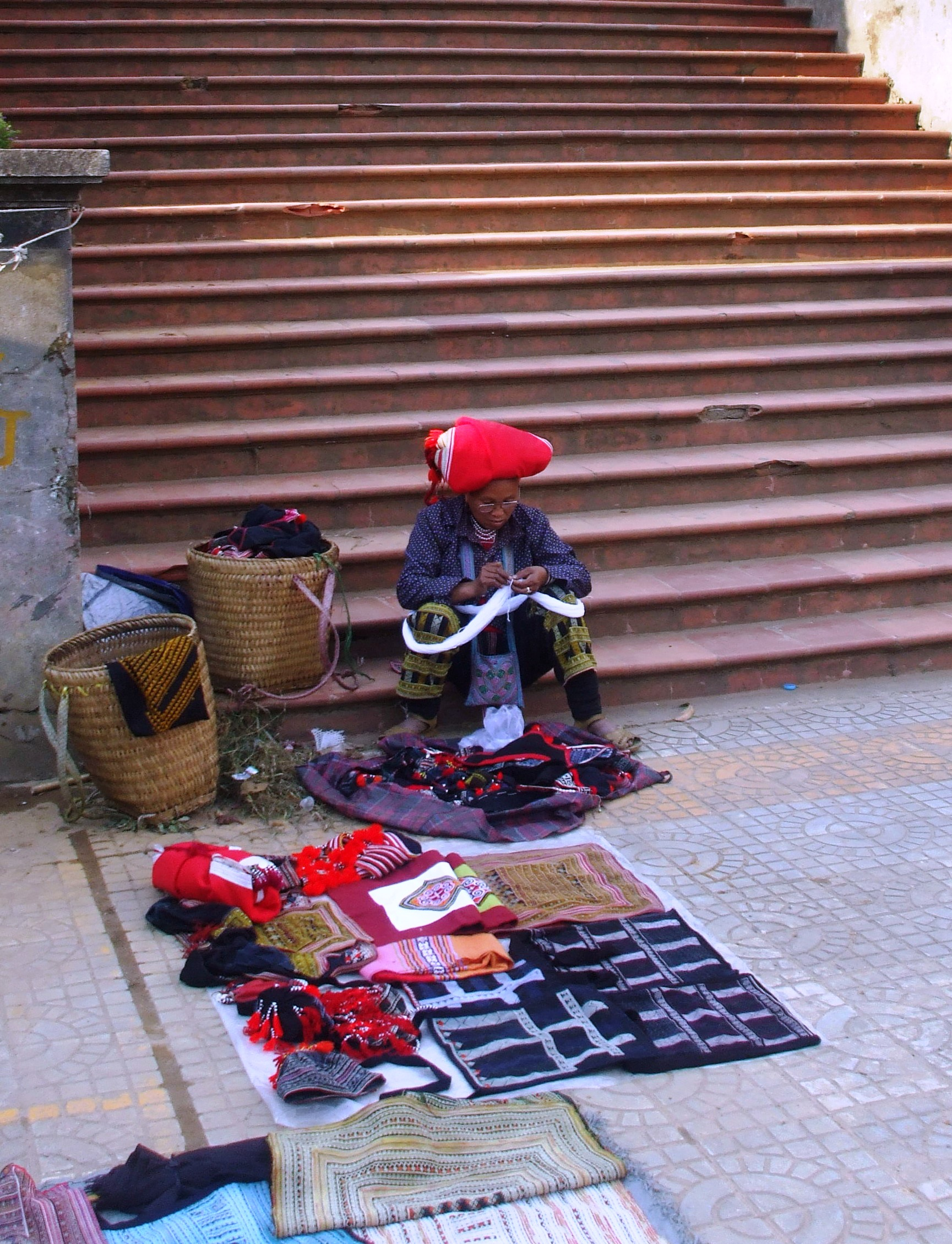
Một phụ nữ người Dao đang bán hàng tại thị trấn Sa Pa (Lào Cai, Việt Nam).
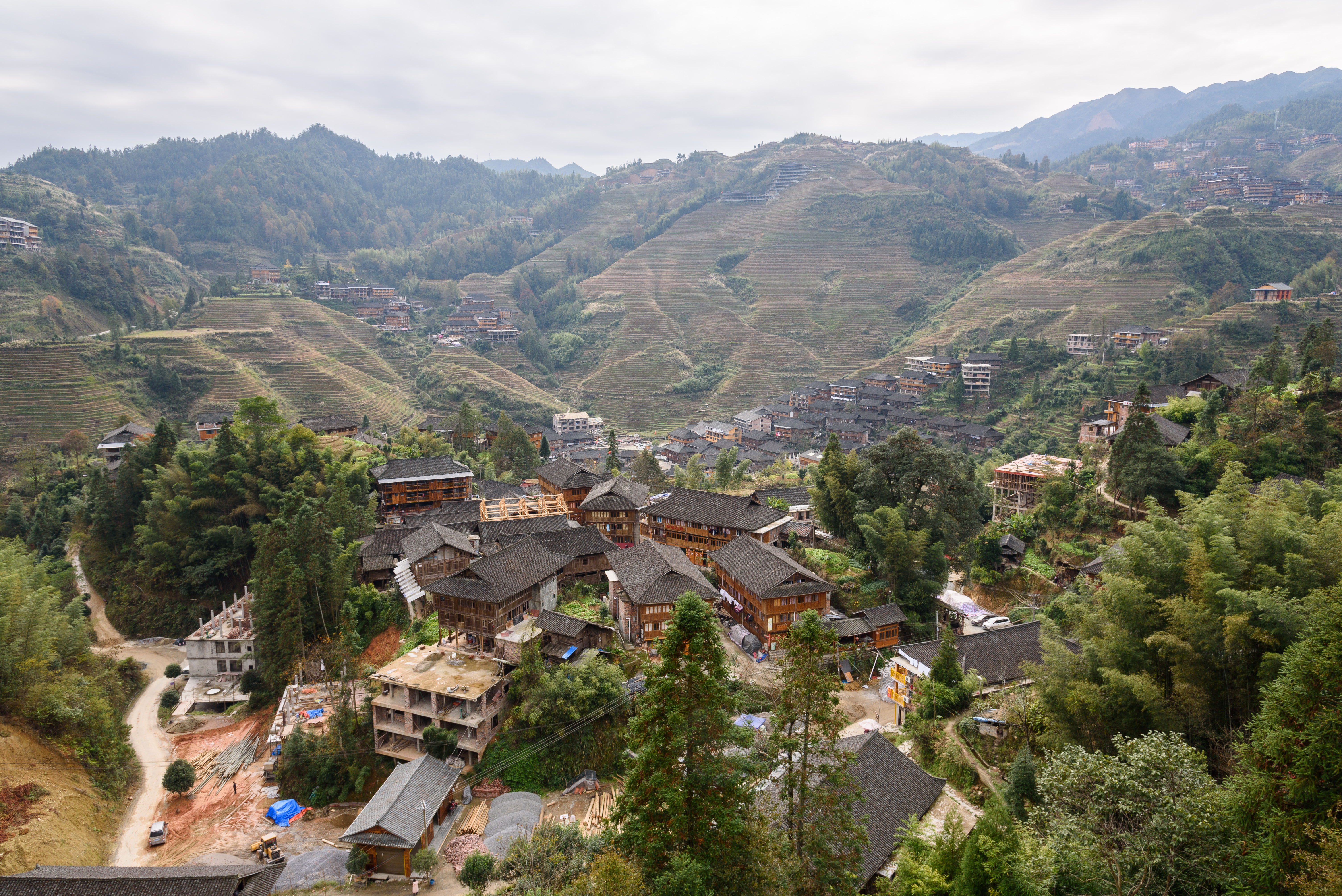
Làng người Dao ở Long Thắng, Quế Lâm, Trung Quốc

### Tại Việt Nam